# GW Erco Shimano
Drone Hopper–Androni Giocattoli (UCI kód: DRA) je italský profesionální cyklistický tým na úrovni UCI ProTeam, jenž se účastní závodů na úrovni UCI Continental Circuits a dostává divoké karty na závody v rámci UCI World Tour. Manažerem týmu je Gianni Savio. Hlavním sponzorem týmu je italská hračkářská společnost Androni Giocattoli S.A. 

## Doping
5. června 2014 bylo oznámeno, že byl Patrick Facchini pozitivně otestován na Tuaminoheptan a následně mu bylo zakázáno závodit na 10 měsíců.
30. června 2015 měl Davide Appollonio pozitivní test na Erythropoetin a bylo mu prozatímně zakázáno závodit. 27. června 2015 měl další jezdec týmu Fabio Taborre pozitivní test na krevní doping FG-4592 při mimosoutěžní kontrole 16. června Tým byl automaticky suspendován podle nových pravidel UCI. FG-4592 (Roxadustat) je ve 3. fázi klinickým testů ještě nebyl komercializovaný. Tato droga byla vyvinuta firmami FibroGen a AstraZeneca. UCI okamžitě zakázala týmu závodit po následujících 30 dní.

## Soupiska týmu
K 1. srpnu 2022
- Juan Diego Alba (COL) (* 11. září 1997)
- Mattia Bais (ITA) (* 19. října 1996)
- Gabriele Benedetti (ITA) (* 9. června 2000)
- Alexandro Bisolti (ITA) (* 7. března 1985)
- Luca Chirico (ITA) (* 16. července 1992)
- Eduard-Michael Grosu (ROM) (* 4. září 1992)
- Trym Westgaard Holther (NOR) (* 9. července 2003)
- Leonardo Marchiori (ITA) (* 13. června 1998)
- Umberto Marengo (ITA) (* 21. července 1992)
- Didier Merchan (COL) (* 26. července 1999)
- Daniel Muñoz (COL) (* 21. května 1996)
- Andrij Ponomar (UKR) (* 5. září 2002)
- Simone Ravanelli (ITA) (* 4. července 1995)
- Jhonatan Restrepo (COL) (* 28. listopadu 1994)
- Brandon Alejandro Rojas (COL)  (* 2. července 2002)
- Eduardo Sepúlveda (ARG) (* 13. června 1991)
- Filippo Tagliani (ITA) (* 14. srpna 1995)
- Natnael Tesfatsion (ERI) (* 23. května 1999)
- Santiago Umba (COL) (* 20. listopadu 2002)
- Martí Vigo del Arco (ESP) (* 22. prosince 1997)
- Edoardo Zardini (ITA) (* 2. listopadu 1989)
- Ricardo Zurita (ESP) (* 10. listopadu 2000)

## Vítězství na národních šampionátech
2000
 Kolumbijská časovka, Israel Ochoa
2001
 Australská časovka, Kristjan Snorrasson
2002
 Kolumbijský silniční závod, Jhon García
2005
 Kolumbijská časovka, Iván Parra
2009
 Švýcarská časovka, Rubens Bertogliati
2010
 Švýcarská časovka, Rubens Bertogliati
2012
 Italský silniční závod, Franco Pellizotti
 Venezuelský silniční závod, Miguel Ubeto
 Venezuelská časovka, Tomás Gil
2014
 Venezuelská časovka do 23 let, Yonder Godoy
2015
 Venezuelská časovka, Yonder Godoy
 Rumunská časovka, Serghei Tvetcov
 Rumunský silniční závod, Serghei Tvetcov
2019
 Chorvatská časovka, Josip Rumac
 Chorvatský silniční závod, Josip Rumac
2020
 Chorvatská časovka, Josip Rumac
 Chorvatský silniční závod, Josip Rumac
2021
 Ekvádorský silniční závod, Jefferson Alexander Cepeda
 Ukrajinský silniční závod, Andrii Ponomar